# Řád národního hrdiny (Belize)
Řád národního hrdiny (anglicky Order of the National Hero) je nejvyšší státní vyznamenání Belize. Založen byl roku 1991 a udílen je výhradně občanům Belize.

## Historie a pravidla udílení
Řád byl založen dne 16. srpna 1991. Udílen je občanům státu za mimořádné a vynikající úspěchy a zásluhy ve službě vlasti či lidstvu obecně. Kancléřem řádu je generální guvernér Belize. Do roku 2019 byl tento řád udělen pouze třikrát a dvakrát se tak stalo až po smrti vyznamenaného.

## Insignie
Řádové insignie se skládají z řetězu, řádové hvězdy a stužky.